# Go (gioco)

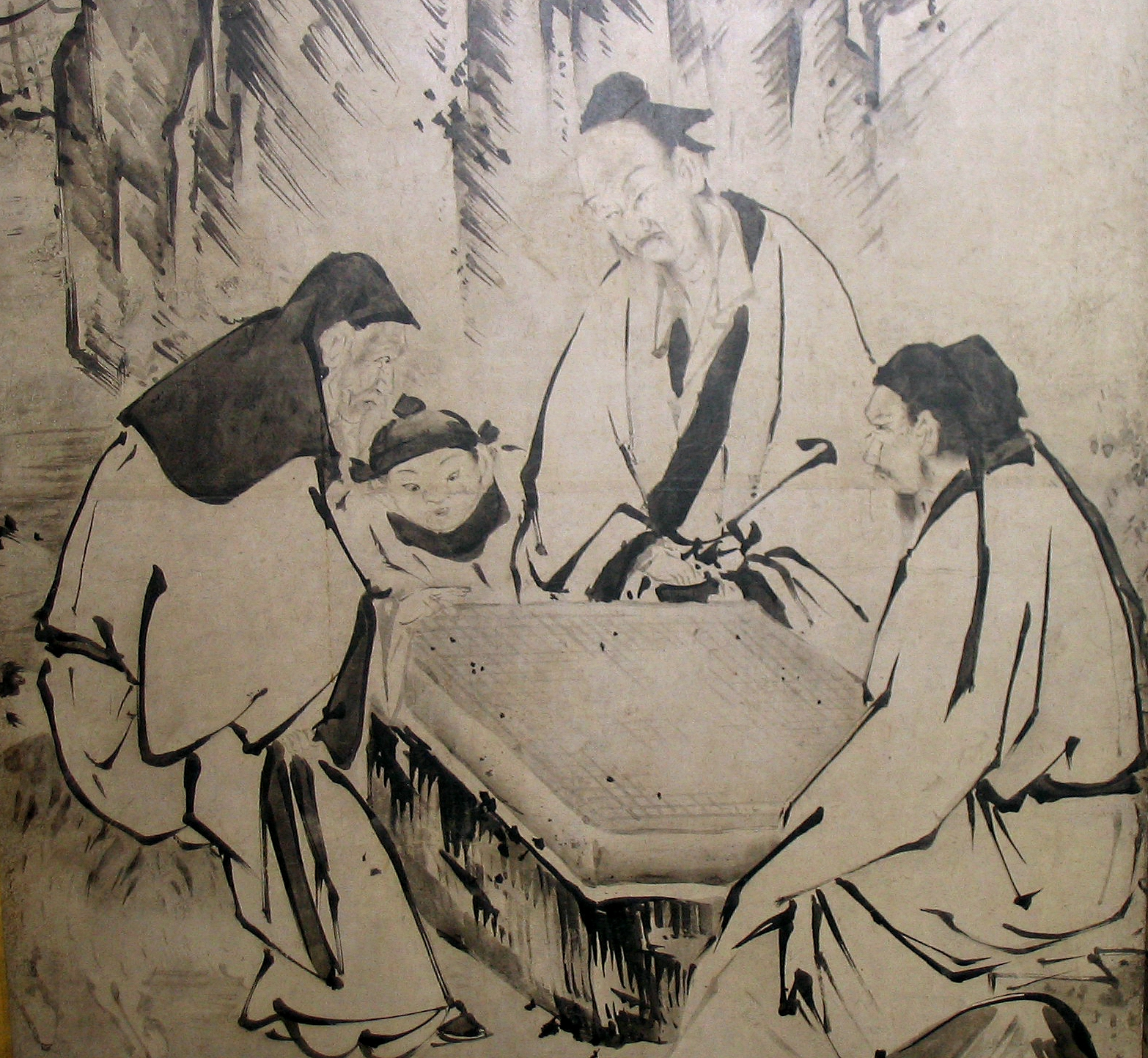
In molte culture dell'Estremo Oriente il go era considerato una delle arti in cui una persona di alto livello culturale doveva essere versata. Questo pannello di Kanō Eitoku (dell'epoca della dinastia Ming, XVI secolo) mostra dei cinesi che vi giocano

Il go è un gioco da tavolo di tipo strategico per due giocatori, che collocano alternativamente pedine nere e bianche (dette pietre) sulle intersezioni vuote di un tavoliere detto goban formato da una griglia quadrata 19 × 19. Lo scopo del gioco è il controllo di una zona del goban maggiore di quella controllata dall'avversario; a questo scopo i giocatori cercano di disporre le proprie pietre in modo che non possano essere catturate, ritagliandosi allo stesso tempo dei territori che l'avversario non possa invadere senza essere catturato.
Il go ebbe origine in Cina, dove è giocato da almeno 5000 anni; è molto praticato nell'Asia orientale e si è diffuso nel resto del mondo negli anni recenti. È un gioco molto complesso dal punto di vista strategico malgrado le regole semplici; un proverbio coreano dice che nessuna partita di go è mai stata giocata due volte, il che è verosimile se si pensa che ci sono 2,08×10170 diverse posizioni possibili.
A parte la dimensione del goban e delle posizioni di partenza, le regole sono state mantenute nei secoli, cosicché può essere considerato il più antico tra i giochi ancora praticato, anche in virtù dei ritrovamenti di goban 17 x 17 della Dinastia Han (terzo secolo a.C.), scoperti nel 1954 nella Contea di Wang-Du, nella provincia di Hebei.

## Etimologia
In Cina viene chiamato 圍棋T, 围棋S, wéiqíP, wei-ch'iW, da wei (圍), "accerchiare", e qi (棋), "pedina". Il più antico termine cinese per questo gioco è yi 弈. Fino alla dinastia Tang, la grafia di qi rimase incerta, ma in seguito la variante con il radicale pietra rimase nel kanji 碁 della lingua giapponese, mentre in cinese il radicale di legno, scritto in precedenza sotto la parte fonetica, fu collocato alla sua sinistra.
Il gioco è noto in Giappone come 碁 (go) o 囲碁 (igo), in Corea come 바둑?, 圍棋?, badukLR, padukMR e in Vietnam come cờ vây.
Malgrado l'origine cinese, il gioco è noto in Occidente con il nome giapponese go, in quanto i primi giocatori occidentali lo appresero da fonti giapponesi. Di conseguenza, molti concetti del go per i quali non esiste un equivalente in italiano sono noti con il nome giapponese.

## Storia

### Nascita in Cina
Alcune leggende fanno risalire il gioco al leggendario imperatore cinese Yao (2337–2258 a.C.), che lo fece inventare dal suo consigliere Shun allo scopo di insegnare a suo figlio Danzhu (fin da piccolo risultava purtroppo essere attratto dalla "malvagità" nel senso che seguiva tutte le esecuzioni pubbliche, torturava piccoli animaletti, ecc) la disciplina, la concentrazione e l'equilibrio. Altre teorie vogliono il go derivato dall'abitudine dei signori della guerra, e generali tribali cinesi, di usare pezzi in pietra per pianificare gli attacchi; è anche possibile che il materiale del gioco del go fosse inizialmente utilizzato per predire il futuro. Anche gli antropologi hanno dato altre interpretazioni, analizzando il mito da un punto di vista strutturale, mentre secondo altri studiosi il go non sarebbe che una rappresentazione simbolica della terra, con le pietre che bloccano e rilasciano il Qi lungo le linee.
La prima testimonianza scritta del gioco è ritenuta quella presente negli annali intitolati Zuo Zhuan, risalenti probabilmente al IV secolo a.C., in cui è riferito un evento del 548 a.C. Esistono menzioni del gioco anche nel libro XVII dei  Dialoghi di Confucio, un testo risalente al III secolo a.C. circa, e in due dei libri di Mencio (III secolo a.C.). In tutti questi casi il gioco è chiamato yì (弈), una parola che oggi significa "giocare (a go)". Il primo trattato completo sul go fu scritto tra il 1049 e il 1054 sotto il titolo di 棋经十三篇 (Qijing Shisanpian, "Classico del Weiqi in tredici capitoli").
Inizialmente il gioco era giocato su una griglia 17 × 17, ma quella 19 × 19 divenne più diffusa all'epoca della dinastia Tang (618-907).
In Cina era considerato il gioco dell'aristocrazia, mentre lo xiangqi (gli scacchi cinesi) era il gioco del popolo. Il go era anche considerato una della quattro arti dello junzi (il gentiluomo cinese), assieme alla calligrafia, alla pittura e a suonare lo guqin.

### Diffusione in Corea

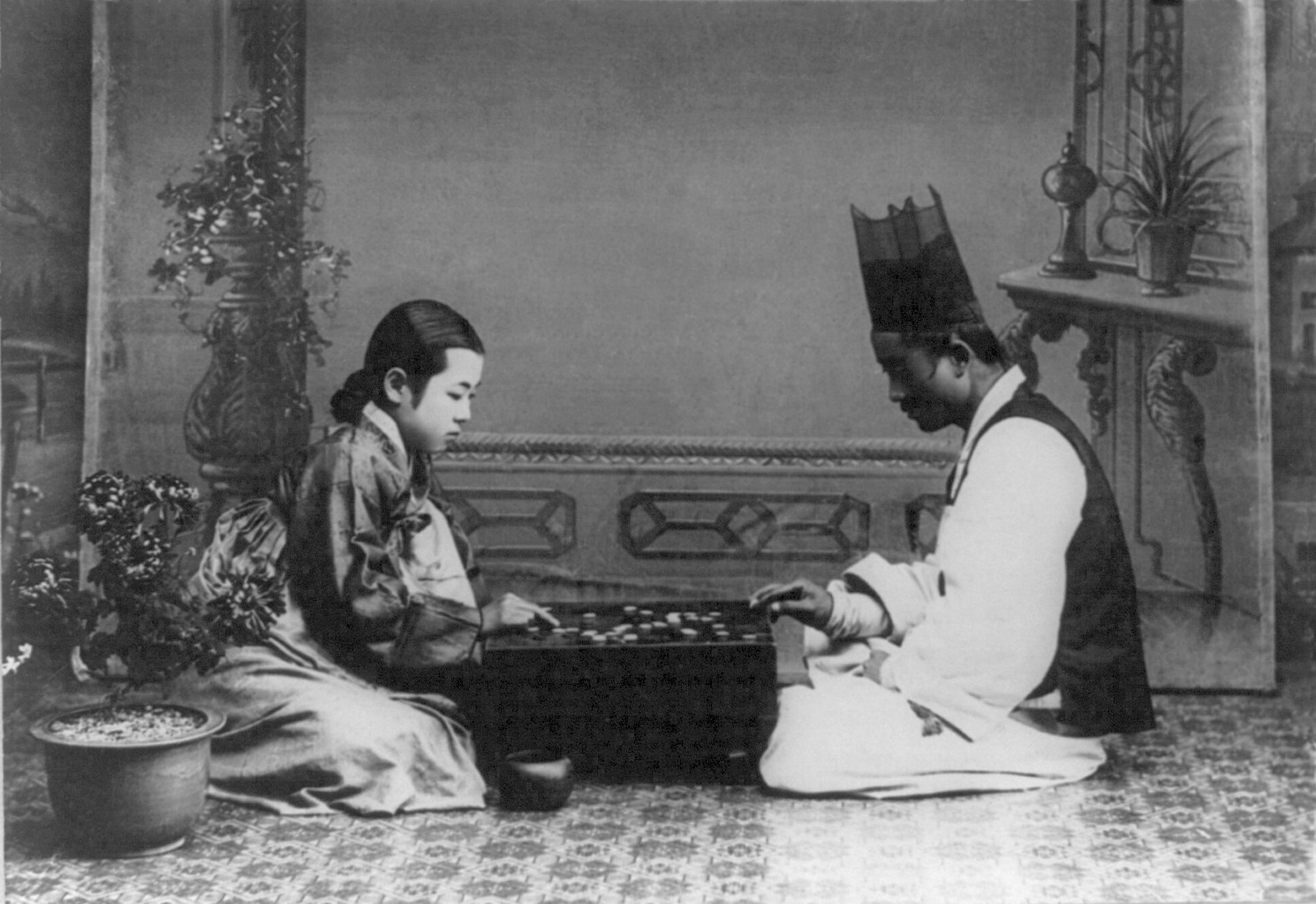
Un uomo e una donna coreani giocano a go nei primi anni del XX secolo

In Corea il go è conosciuto come baduk, o come wongi o hyeokgi, ed era un passatempo per la classe alta già ai tempi di Goguryeo, come riportato nel Libro dei Tang. Nel Samguk sagi si racconta che il re Jangsu di Goruryeo si avvalse del monaco Dorim come spia inviandolo a giocare a baduk con il suo avversario, il re Gaero di Baekje. Nel regno di Silla, il gioco era ugualmente conosciuto, come racconta l'aneddoto di un vassallo chiamato Shin Chung, che prima dell'incoronazione del re Hyeoseong giocava a baduk con lui per assicurarsi una posizione a corte; il talento della gente di Silla nel baduk era riconosciuto dalla gente della Cina Tang. I prodigi del baduk a Goryeo erano chiamati guksu ("le mani che rappresentano il paese").
Alla fine del XVI secolo, il baduk diventò popolare tra gli yangban (la più importante classe sociale); inoltre era incluso tra quattro arti nobili (musica, baduk, pittura e calligrafia) da studiare.

### Diffusione in Giappone

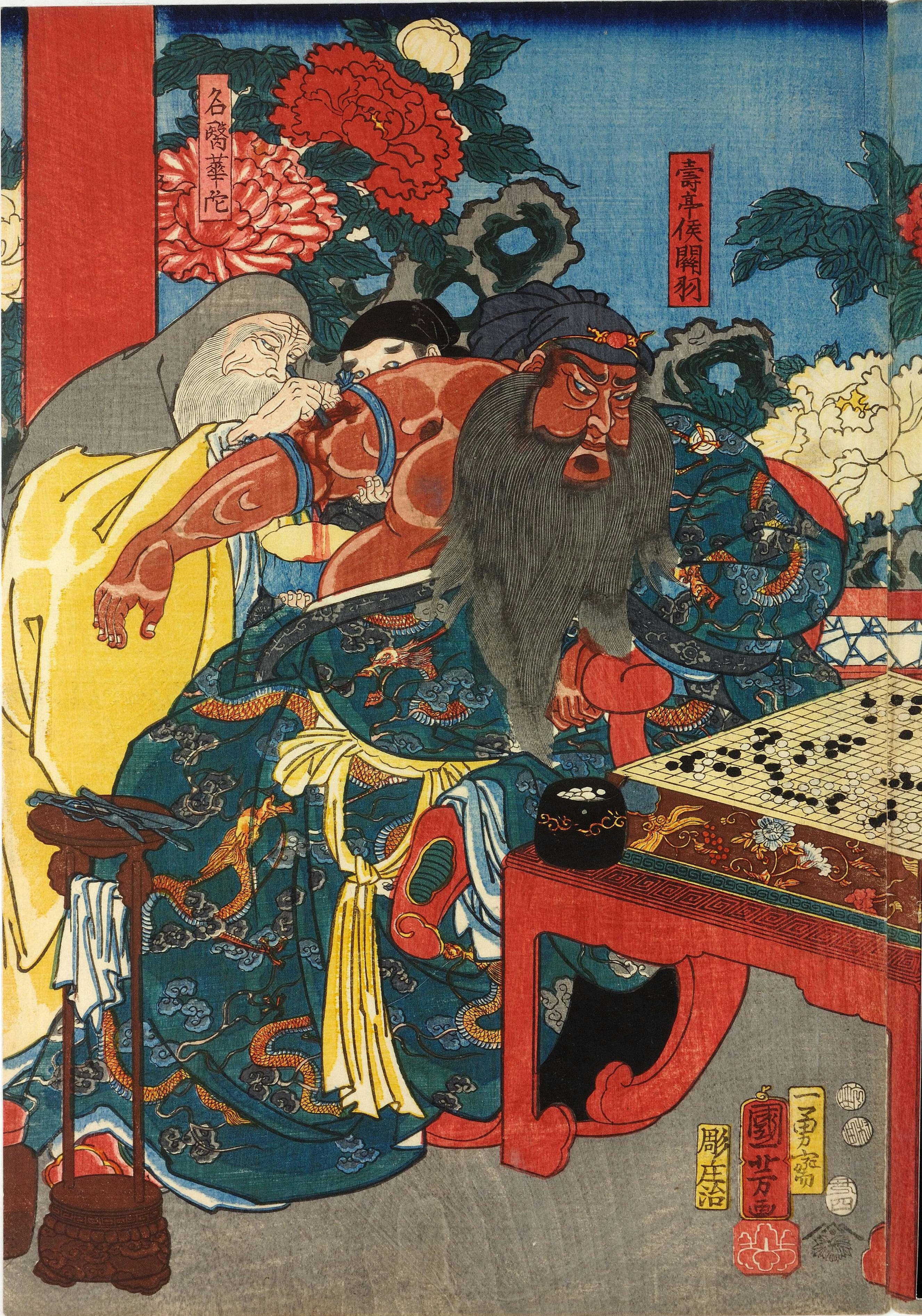
Il generale Guan Yu (160–219) è medicato per un avvelenamento al braccio dal medico Hua Tuo mentre gioca a go (Utagawa Kuniyoshi, stampa, 1853).

In Giappone nell'VIII secolo il gioco era molto popolare alla corte imperiale; entro l'inizio del XIII secolo era diffuso anche tra il popolo.
Nel 1603 Tokugawa Ieyasu ricreò un governo nazionale unificato in Giappone. Nello stesso anno nominò Godokoro («Ministro del go») il miglior giocatore di go giapponese, il monaco buddhista Nikkai (nato con il nome di Kano Yosaburo nel 1559); Nikkai assunse il nome di Hon'inbō Sansa e fondò la scuola di go Honinbo, mentre diverse altre scuole furono fondate in competizione poco dopo. Queste scuole, ufficialmente riconosciute e finanziate pubblicamente, incrementarono enormemente il livello di gioco e introdussero il sistema di classificazione dan/kyu dei giocatori. I giocatori delle quattro scuole (Honinbo, Yasui, Inoue, Hayashi) gareggiavano nelle annuali "partite del castello", giocate alla presenza dello shōgun.
Alla fine del periodo Edo assistiamo alla fine del patrocinio dello shogunato a favore del rinnovamento del potere imperiale, ma pure alla inesorabile caduta delle grandi scuole goistiche: il go rinascerà grazie alla libertà di stampa che porterà a una forte competizione tra i quotidiani, ma pure alla nascita delle prime rubriche sul go.

### In Occidente
Malgrado la sua ampia popolarità nell'Asia orientale il go si è diffuso lentamente nel resto del mondo, a differenza di altri giochi di origine asiatica come gli scacchi. Schadler ipotizza che gli scacchi abbiano un fascino più diffuso in quanto nel gioco si utilizzano pezzi che possono essere resi congruenti con la cultura dei giocatori (si pensi alla Regina e all'Alfiere degli scacchi occidentali e al Consigliere e all'Elefante di quelli cinesi) e in quanto il go ha una fine anti-climatica, a differenza degli scacchi e del loro scacco matto, tanto che giocatori neofiti di go hanno difficoltà a capire quando una partita è terminata.
Benché ci fossero già state delle menzioni del go, a incominciare dal  "De Christiana Expeditione apud Sinas suscepta ab Societate Iesu" di Matteo Ricci, la prima descrizione dettagliata del go in una lingua occidentale fu il De circumveniendi ludo Chinensium ("Del gioco dei Cinesi dell'accerchiamento"), scritto in latino da Thomas Hyde e incluso nel suo trattato sui giochi da tavolo del 1694 De ludis orientalibus ("Dei giochi orientali"). Malgrado ciò, la diffusione in Occidente del go inizia verso la fine del XIX secolo, quando lo scienziato tedesco Oskar Korschelt scrisse un trattato sul gioco; per l'inizio del XX secolo il go si era diffuso negli imperi tedesco e austriaco. Nel 1905 Edward Lasker imparò il gioco mentre era a Berlino; quando si trasferì a New York, Lasker fondò il New York Go Club assieme (tra gli altri) ad Arthur Smith, che aveva imparato il gioco mentre viaggiava in Oriente e aveva pubblicato il libro The Game of Go nel 1908. Il libro di Lasker Go and Go-moku (1934) aiutò la diffusione del gioco per tutti gli Stati Uniti, cosicché nel 1935 fu fondata la American Go Association; due anni dopo, nel 1937, nacque l'Associazione tedesca di go.
La seconda guerra mondiale ostacolò la maggior parte delle attività goistiche, ma la diffusione del gioco riprese dopo la fine della guerra. Per gran parte del XX secolo la Nihon Ki-in, la federazione goistica giapponese, giocò un ruolo fondamentale nella diffusione del go al di fuori dell'Asia orientale, pubblicando la rivista in lingua inglese Go Review negli anni sessanta, fondando centri goistici negli Stati Uniti, in Europa e in America meridionale, e inviando spesso insegnanti professionisti in viaggio nelle nazioni occidentali. Nel 1982 fu fondata la International Go Federation ("Federazione internazionale di go"), che oggi raccoglie 71 paesi membri; alcune statistiche rivelano che nel mondo una persona su 222 gioca a go.

## Regole del gioco
Sebbene vi siano delle piccole differenze tra le regole usate in diversi paesi, principalmente tra le regole cinesi e quelle giapponesi per calcolare il punteggio, queste non influenzano praticamente la tattica e la strategia del gioco.

### Regole di base

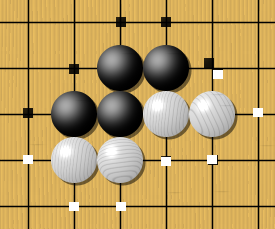
Un gruppo nero e due gruppi bianchi, con le rispettive libertà segnate con dei punti colorati. Le libertà sono comuni tra tutte le pietre di un gruppo.

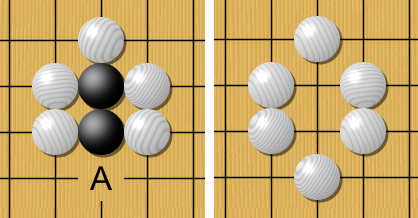
Se Bianco gioca in 'A', il gruppo nero perde la sua ultima libertà, è catturato e va rimosso dal goban.

Due giocatori, Nero e Bianco, dispongono alternatamente una pietra (il pezzo del gioco) del proprio colore in un punto (intersezione) vuoto della griglia disegnata sul goban (la scacchiera del go). Normalmente Nero muove per primo; in caso di partita con handicap, quando uno dei due giocatori è molto più forte dell'altro, il più debole prende Nero e dispone due o più pietre di handicap sul goban, e Bianco muove per primo. Le regole si applicano a tutte le griglie: goban con griglie 13×13 e 9×9 sono quelli più diffusi nell'insegnamento ai neofiti, la griglia ufficiale è composta da 19×19 linee e meno frequentemente vengono usate anche goban con griglie 32×32 Una volta giocata, una pietra non può essere spostata in un punto differente.
Pietre dello stesso colore che siano adiacenti orizzontalmente o verticalmente formano un gruppo, le cui libertà sono la somma delle libertà delle pietre da cui è composto e che non può essere diviso successivamente, formando a tutti gli effetti una pietra unica più grande. Solo le pietre che siano connesse una all'altra da linee disegnate sul goban formano un gruppo; le pietre vicine diagonalmente non sono connesse. I gruppi possono essere ingranditi giocando altre pietre su intersezioni loro vicine o connessi insieme giocando una pietra su un'intersezione che sia adiacente a due o più gruppi dello stesso colore.
La maggior parte delle regole non permette a un giocatore di giocare una pietra in modo che uno dei suoi gruppi rimanga senza libertà, una sorta di "suicidio", con un'unica eccezione: se la nuova pietra cattura una o più pietre avversarie, queste sono rimosse per prime, lasciando la pietra appena giocata con almeno una libertà. Si dice che questa regola "proibisca il suicidio".
I giocatori non possono effettuare una mossa che riporti il gioco alla posizione immediatamente precedente a quella dell'avversario; questa regola, detta "regola del ko" (dal giapponese 劫, kō, "eone"), serve a prevenire ripetizioni infinite delle stesse mosse. Un esempio tipico dell'applicazione di questa regola è il caso in cui una prima pietra A cattura una seconda B e in cui rigiocare la pietra B farebbe ricatturare la pietra A: si avrebbe così una sequenza infinita di catture. Ciò che avviene in pratica è che se il secondo giocatore è interessato a catturare A, gioca la propria pietra altrove in modo da obbligare il primo a non rimuovere il ko per poi ricatturare A. La ripetizione di questo tipo di scambi (cattura del "ko", minaccia lontana, risposta alla minaccia, cattura del "ko") prende il nome di "combattimento ko". Tutte le varianti delle regole concordano nella formulazione della regola del ko che impedisce di tornare alla posizione immediatamente precedente, ma si comportano differentemente nel caso in cui una mossa riporti a una posizione ancora precedente.
Invece di giocare una pietra, un giocatore può passare: questo avviene, di norma, quando il giocatore ritiene che non gli restino altre mosse utili da giocare. Quando entrambi i giocatori passano consecutivamente, la partita termina e si calcola il punteggio.

### Calcolo del punteggio
Ci sono due metodi di calcolo del punteggio per la determinazione del vincitore di una partita; solo occasionalmente questi due metodi portano a risultati differenti e ciascuno di questi metodi di conteggio ha vantaggi e svantaggi. Il primo metodo (detto conteggio giapponese) calcola il territorio controllato, ed è quello diffuso in Giappone e Corea, e, probabilmente, quello originariamente utilizzato in Cina; il secondo metodo (detto conteggio cinese), che calcola l'area occupata, è quello utilizzato in Cina a partire, si ritiene, dal XV secolo.
Nei paesi occidentali si utilizzano di norma le regole giapponesi, sebbene vi siano delle differenze tra paese e paese, specie a livello ufficiale. Se la Nuova Zelanda usa da parecchio tempo regole basate sull'area, le federazioni nazionali di go degli Stati Uniti, della Francia e del Regno Unito si sono orientate verso questo tipo di conteggio solo recentemente, adottando un tipo di conteggio che assomiglia molto a quello territoriale pur dando risultati uguali a quello basato sull'area, allo scopo di minimizzare i disagi del cambiamento.
Dopo che entrambi i giocatori hanno passato consecutivamente le pietre ancora sul goban ma che non potrebbero evitare la cattura, le cosiddette pietre morte, sono rimosse. Di norma i giocatori esperti concordano sulle pietre che sono morte.
Con il conteggio basato sull'area il punteggio di un giocatore è il numero di pietre del suo colore presenti sul goban più le intersezioni vuote circondate da queste.
Il punteggio basato sul territorio richiede che i giocatori conservino le pietre catturate, dette prigioniere, alle quali aggiungono le pietre morte alla fine della partita. Il punteggio è pari al numero di intersezioni vuote circondate dalle pietre del giocatore più il numero di pietre prigioniere. In base alle regole giapponesi e coreane esistono punti vuoti, anche circondati da pietre dello stesso colore, che sono considerati neutrali: si tratta di una situazione particolare in cui quelle pietre sono dette "vive in seki".
Se i due giocatori non concordano sulle pietre morte, nel caso del conteggio basato sull'area riprendono semplicemente a giocare fino a risolvere la disputa. Nel caso del conteggio territoriale, ciò che avviene praticamente è che si segna la disposizione finale delle pietre e si riprende a giocare fino a risolvere la disputa, per poi tornare alla situazione finale e rimuovere le pietre morte; in realtà esistono regole complesse per risolvere la situazione.
Considerato il fatto che il numero di pietre che un giocatore ha sul goban è pari al numero di mosse effettuate meno i prigionieri che l'avversario ha preso, il risultato "netto", cioè la differenza tra il punteggio del Nero e quello del Bianco, è spesso uguale in entrambi i sistemi di conteggio e raramente differisce di più di un punto, infatti, considerando il caso ideale in cui i giocatori passino un'unica volta uno dopo l'altro al termine della partita, le pietre giocate da ciascuno potranno al più differire di un'unità a vantaggio di chi ha mosso per primo (il Nero). (Per esempio, al solo scopo di fissare le idee, se Nero ha giocato dieci pietre, Bianco ne ha giocate dieci e ha fatto tre prigionieri, si ha (tralasciando la parte comune ai due tipi di conteggio, cioè il numero di intersezioni vuote circondate dalle pietre di un certo giocatore, che ovviamente non può influire essendo lo stesso criterio in entrambi i casi): per area Nero totalizza 7 (10-3) e Bianco 10 con un differenziale tra i due di 3 (10-7); per territorio Nero totalizza 0 e Bianco 3 con differenziale ancora di 3 (3-0)). Ci sono stati tentativi di concordare un insieme di regole internazionale; le regole normalmente riconosciute dalla International Go Federation sono quelle utilizzate nel World Amateur Go Championship, basate sulle regole giapponesi, e quelle dei primi World Mind Sports Games dell'ottobre 2008, basate essenzialmente sulle regole cinesi, con qualche elemento di compromesso preso dalle regole giapponesi e coreane.

### Vita e morte
Sebbene non sia menzionato nelle regole del go, per lo meno in quelle più semplici come quelle in vigore in Nuova Zelanda e negli Stati Uniti, il concetto di "gruppo vivo" è essenziale per una vera comprensione del gioco del go.
Quando un gruppo di pietre è quasi circondato e non ha la possibilità di connettersi con altre pietre dello stesso colore, può trovarsi in tre condizioni: "vivo", "morto" o in una condizione non ancora determinata. Un gruppo di pietre è "vivo" se non è possibile catturarlo anche se l'avversario può muovere per primo; al contrario, il gruppo è morto se è catturabile anche se il giocatore proprietario del gruppo ha la prima mossa. Nel caso in cui il destino del gruppo dipenda da quale giocatore ci giochi per primo, il gruppo è considerato né vivo né morto: in tal caso il giocatore che muove per primo può rendere il gruppo "vivo", se si tratta del possessore del gruppo, o "ucciderlo" se si tratta dell'avversario.
Affinché un gruppo sia vivo, deve essere in grado di creare almeno due "occhi" se minacciato. Un "occhio" è un'intersezione libera circondata da pietre di quel giocatore in cui l'avversario non può giocare per la regola del "suicidio". Se un gruppo possiede almeno due occhi, l'avversario non potrà catturarlo, in quanto esso avrà almeno due libertà che non possono essere occupate da pietre avversarie. Un solo occhio non è sufficiente a garantire la vita di un gruppo, in quanto l'avversario può rimuovere prima tutte le altre libertà del gruppo e poi riempire l'occhio rispettando la regola del suicidio in quanto cattura l'intero gruppo.
La regola dei due occhi ha una rara eccezione, detta seki o "vita reciproca". Se due o più gruppi di diversi colori sono tra loro adiacenti e condividono le stesse libertà, è possibile che si verifichi una situazione in cui nessuno dei due giocatori rimuova per primo una libertà, in quanto questo permetterebbe all'avversario di catturare; il risultato è che i due gruppi, "vivi in seki", rimangono sul goban. Le situazioni più frequenti per un seki sono quella in cui ciascun giocatore ha un gruppo senza occhi e i due gruppi condividono due libertà o quella in cui ciascun gruppo ha un occhio ed entrambi coindividono la stessa libertà. I seki sono molto infrequenti e di norma sono il risultato del tentativo di invasione di un giocatore in un gruppo avversario quasi stabilizzato.

## Equipaggiamento

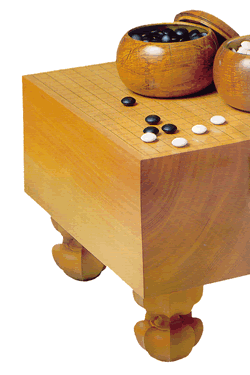
L'equipaggiamento tradizionale giapponese per il gioco del go, con una scacchiera da pavimento (碁盤, goban), contenitori per pietre (碁笥, goke) e pietre (碁石, goishi).

Sebbene sia possibile giocare a go con una scacchiera di carta e monete o pedine di plastica come pietre l'equipaggiamento economico più diffuso consiste di goban in compensato o truciolato e pietre in plastica o vetro. Più costosi sono i goban e le pietre in materiali tradizionali, sebbene siano ancora diffusi tra i giocatori.

### Equipaggiamento tradizionale
Il goban tradizionale è in legno massiccio, spesso tra i 10 e i 18 cm. Il legno più pregiato tra quelli tradizionalmente impiegati in Giappone è la Torreya nucifera, detta Kaya in giapponese, caratterizza da una tinta dorata: i goban più costosi sono costruiti con legname proveniente da alberi vecchi fino a 700 anni. Più recentemente si sono diffusi esemplari costruiti in Torreya californica, il cui successo è dovuto al colore chiaro, agli anelli più sbiaditi, al suo prezzo inferiore e alla maggiore disponibilità. Tra i legni utilizzati per goban di qualità ci sono il Thujopsis dolabrata (Hiba in giapponese), il Cercidiphyllum japonicum (Katsura), l'Agathis (Kauri) e i Picea; quest'ultimo ha il nome commerciale di Shin Kaya ("nuovo Kaya"), sebbene le due specie non siano imparentate. Nella tradizione giapponese, le pietre sono contenute in coppe di legno massiccio, sono lenticolari e sono fatte di conchiglia (quelle bianche) e ardesia (le nere). La dotazione è di solito di 181 pietre nere e 180 bianche. Tradizionalmente l'ardesia per le pietre da go è ricavata dalle miniere della prefettura di Wakayama, mentre la conchiglia è quella della varietà Hamaguri, ma, dato il ridotto numero di pietre ottenibili da questa fonte, recentemente si utilizzano conchiglie che si trovano in Messico. Come conseguenza della diffusione del gioco, le risorse naturali giapponesi non sono più in grado di provvedere alla fornitura di un numero sufficiente di equipaggiamenti da gioco: sia le conchiglie che il legno di kaya richiedono molto tempo per crescere fino alla dimensione necessaria, e stanno diventando rare, incrementando così fino a valori molto elevati il prezzo dei prodotti finiti.
In Cina il gioco è giocato tradizionalmente con pietre yunzi, che hanno un lato convesso e l'altro piatto, e provengono dalla provincia dello Yunnan. Storicamente le pietre più prestigiose erano fatte di giada, spesso date in dono dall'imperatore.

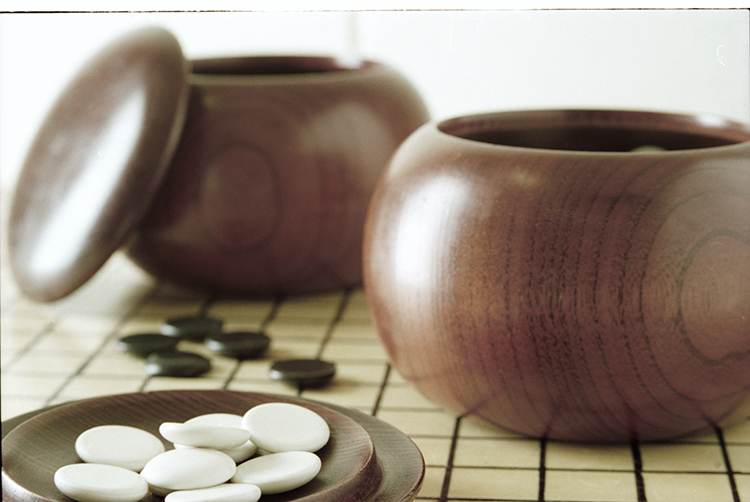
Le pietre yunzi sono piatte da un lato; possono quindi essere rovesciate sul lato convesso durante l'analisi di fine-partita per segnare le mosse cambiate durante l'analisi.

Nelle associazioni e durante i tornei, quando è necessario avere disponibile un gran numero di goban e di pietre, normalmente non si usano gli equipaggiamenti tradizionali. In queste circostanze si usano di solito goban alti appena 1–5 cm, senza gambe, pietre in plastica o vetro e contenitori delle pietre in plastica, se quelli in legno non sono disponibili.
I goban giapponesi sono ricoperti da una griglia larga 1,5 e lunga 1,4 shaku (455×424 mm) con dello spazio ulteriore per permettere di giocare le pietre sul bordo e agli angoli. Il goban non è quindi un quadrato, ma un rettangolo i cui lati sono nel rapporto 15:14, in modo che quando il giocatore vi si siede davanti, il suo punto di vista angolato accorci la griglia tendendo a renderla quadrata. Inoltre le pietre nere sono tradizionalmente un po' più larghe di quelle bianche, di modo da contrastare l'illusione ottica che porta le pietre bianche a sembrare un po' più grandi di quelle nere di uguale dimensione.
I contenitori per le pietre sono di forma semplice, tipicamente sferica con la parte inferiore appiattita; il coperchio è fatto in modo che non chiuda ermeticamente e normalmente è rovesciato sul tavolo prima della partita, di modo da appoggiarvi le pietre avversarie catturate. Sebbene i contenitori siano normalmente di legno lavorato al tornio, esiste l'alternativa economica di origine cinese di contenitori in paglia intrecciata.

### Tecnica di gioco

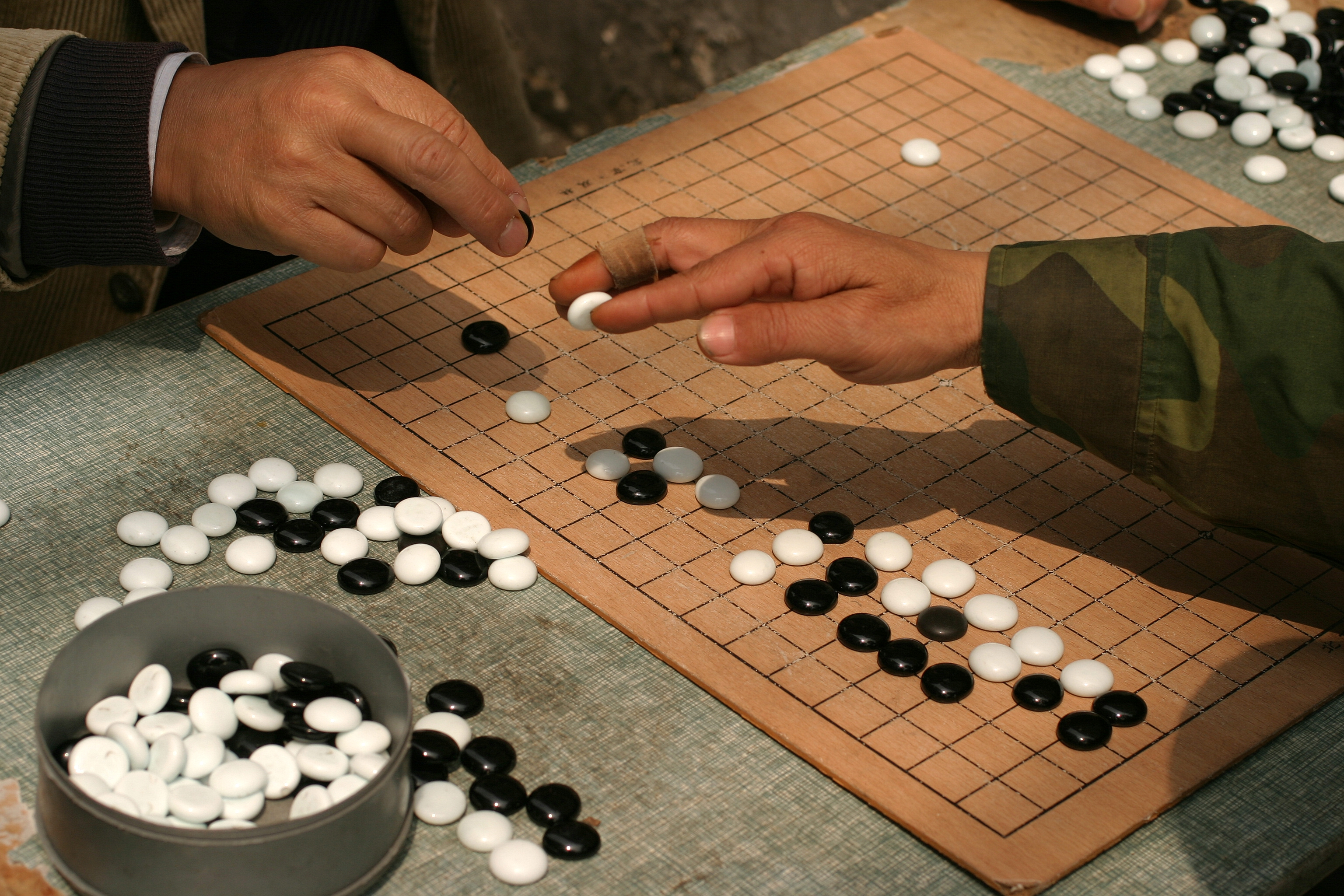
Due abitanti di Shanghai mostrano la tecnica tradizionale per tenere una pietra di go.

Il modo tradizionale di giocare una pietra a go consiste nel prelevarla dal contenitore, tenendola tra indice e medio (il medio sopra la pietra, l'indice sotto), e di porla nella intersezione libera desiderata. Le abitudini di rigirare le dita nel contenitore o di tenere più pietre contemporaneamente in mano non sono molto apprezzate, in quanto sono rumorose e possono disturbare l'avversario; è quindi ritenuto educato prendere una sola pietra alla volta e solo dopo che si è deciso dove giocarla.
È assolutamente accettato giocare con fermezza la pietra sul goban in modo che faccia un suono secco; le proprietà acustiche del goban sono infatti considerate importanti. I goban tradizionali, costruiti con un certo spessore, sono tradizionalmente dotati di un incavo piramidale detto heso sulla faccia inferiore. La tradizione vuole che per mezzo di questo incavo il goban abbia una migliore risonanza quando si gioca una pietra; la spiegazione più verosimile, però, è che l'heso permette al legno del goban, che è comunque sensibile all'umidità, di non deformarsi e di rispondere in maniera elastica alle pietre giocate.

### Gestione del tempo di gioco
Una partita di go può essere cronometrata utilizzando un orologio da go. Le prime misurazioni del tempo in partite professionistiche furono introdotte negli anni 1920 e furono controverse. Le interruzioni delle partite e le mosse registrate furono regolamentate negli anni 1930. Oggi i tornei di go utilizzano regole per la gestione del tempo molto differenti; tutti i metodi principali prevedono un ammontare di tempo principale che il giocatore può gestire a proprio piacimento, ma si differenziano per la gestione del tempo supplementare. Nelle partite professionistiche i giocatori hanno dei collaboratori che tengono traccia del tempo impiegato, per non distrarsi dalla partita.
Il sistema più diffuso per la gestione del tempo supplementare prende il nome di byoyomi (in giapponese "lettura dei secondi"). Le due varianti principali del byoyomi sono i seguenti.
Byoyomi standard
Al termine del tempo principale il giocatore ha a propria disposizione un certo numero di periodi di tempo della durata tipica di una trentina di secondi. Dopo ciascuna mossa è contato il numero di periodi utilizzati per intero dal giocatore e questo valore viene sottratto dalla sua disponibilità. Un giocatore che abbia tre periodi da trenta secondi e che impieghi quarantacinque secondi per una mossa si vedrà ridotto il proprio tempo supplementare a due periodi; se impiega meno di trenta secondi avrà ancora a disposizione tutti e tre i periodi, mentre se la mossa dovesse richiedere più di novanta secondi il giocatore perderebbe la partita "per tempo".
Byoyomi canadese
Al termine del tempo principale il giocatore ha a propria disposizione un certo periodo di tempo per effettuare un certo numero di mosse. Per esempio può avere cinque minuti per effettuare venti mosse. Se il tempo termina prima che abbia giocato tutte le mosse previste, il giocatore perde la partita "per tempo".

### Registrazione delle partite e notazione

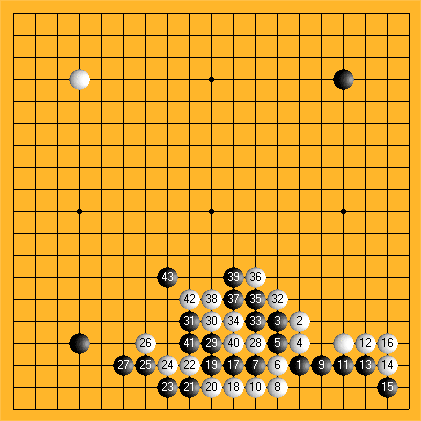
Kifu (registrazione) di una partita tra Wang Jixin e Yushan Laoyu (dinastia Tang).

La registrazione delle partite di go avviene attraverso il kifu, un diagramma raffigurante il goban con sopra le pietre giocate numerate in ordine di mossa; se una mossa è stata giocata nello stesso punto di una precedente, si appone un'annotazione a fianco del diagramma del tipo "57 in 51", per indicare appunto che la mossa 57 è stata giocata nel punto occupato dalla mossa 51. Un'altra notazione è simile alla notazione algebrica degli scacchi. Comunemente si usano numeri per entrambi gli assi, invece che numeri per uno e lettere per l'altro, in modo che il punto "3-4" sia quello sulla terza riga e quarta colonna dall'angolo. Poiché il goban è simmetrico, non c'è bisogno di specificare l'origine del sistema di riferimento.
Il formato digitale più diffuso per la registrazione delle partite di go è lo Smart Game Format (estensione: sgf); sono disponibili più di 50.000 file sgf di partite tra professionisti e i principali server di go permettono di salvare le partite in questo formato.

## Competizioni

### Gradi e punteggi
Nel go esistono dei gradi che indicano la bravura del giocatore, che tradizionalmente sono divisi in gradi kyu e dan, un sistema recentemente adottato anche nelle arti marziali; più recentemente hanno iniziato a diffondersi sistemi basati su punteggi calcolati matematicamente, simili al sistema Elo. Questi sistemi di punteggio sono spesso accompagnati da una formula che permette di convertire il punteggio di un giocatore nel suo grado kyu o dan. I gradi kyu, abbreviati con 'k', sono considerati livelli per studenti, e decrescono al crescere della forza del giocatore, con 1k (primo kyu) corrispondente al livello più alto. I gradi dan, abbreviati con 'd', sono considerati i gradi dei maestri, e crescono da 1d (primo dan) a 7d. Il grado di shodan ("primo dan" professionale) corrisponde alla cintura nera delle arti marziali orientali. I giocatori professionisti hanno una serie di gradi dan loro riservata, che va da 1p (primo dan professionista) a 9p. A livello amatoriale, una differenza di un grado corrisponde a una pietra di handicap; a livello professionistico, la pietra di handicap corrisponde, grossolanamente, a tre livelli di differenza. Per esempio in una partita tra un 1k e un 5k sarebbero necessarie quattro pietre di handicap per rendere uguali le possibilità di vincita.

### Regole dei tornei e delle partite
Durante i tornei sono utilizzate delle regole che possono influenzare il gioco senza fare parte delle regole del gioco, e che possono essere diverse a seconda del torneo. Le regole del torneo che possono influenzare il gioco riguardano il valore del komi (il punteggio di compensazione per il giocatore bianco), la disposizione delle pietre di handicap e i parametri delle norme sul tempo. Le norme dei tornei che non influenzano il gioco riguardano il sistema del torneo, le strategie di accoppiamento e i criteri di formazione della classifica.
I sistemi più diffusi per l'organizzazione di tornei di go sono il sistema McMahon, il sistema svizzero, il sistema a gironi all'italiana e quello a eliminazione diretta; in alcuni tornei si usa una combinazione di più sistemi, come nel caso dei tornei professionistici, in molti dei quali si adotta un sistema a gironi all'italiana seguito da un sistema a eliminazione diretta.
Le regole del torneo determinano anche:
- il komi, la compensazione per il giocatore bianco che gioca per secondo, e che nei tornei è normalmente equivalente a 5/8 punti,[52] più, solitamente, mezzo punto per evitare i pareggi;
- le pietre di handicap poste sul goban all'inizio della partita per compensare la differenza di forza tra due giocatori di grado diverso, allo scopo di avere comunque una partita dal risultato aperto;
- il superko, una regola introdotta per evitare alcune situazioni molto complesse, come il "ko triplo" o la "vita eterna", che porterebbero a partite di durata infinita che non sono coperte dalla normale regola del ko.[53]

## Il go nell'informatica e nella matematica
Diversi aspetti del gioco, anzitutto il numero elevato di mosse possibili nelle fasi iniziali del gioco (circa 1,67×1010 solo per le prime quattro mosse, ovvero i primi due turni) che impediscono il metodo della forza bruta, fanno sì che più a lungo che al gioco degli scacchi, non si sia riuscito a far giocare un computer con tale metodo a un livello superiore a quello di un buon dilettante. Ciò ha dato vita a un ramo di ricerca collegato all'intelligenza artificiale. Il primo software capace di battere un maestro umano è stato AlphaGo, sviluppato da Google DeepMind, che nell'ottobre 2015 ha sconfitto il campione europeo Fan Hui.
Il 9 marzo 2016 si è tenuta la prima di una serie di cinque partite fra Lee Se-dol (vincitore di 18 titoli internazionali) e AlphaGo con in palio $1.000.000. La partita è stata trasmessa in diretta su youtube.com. AlphaGo ha vinto la prima partita. Ha poi vinto la seconda e la terza, venendo battuto nella quarta. AlphaGo ha vinto la sfida per 4 a 1.
Elwyn Berlekamp e David Wolfe hanno sviluppato una teoria matematica dei finali basata sulla teoria dei giochi di John Horton Conway. Benché non abbia generalmente un'utilità nella maggior parte delle partite, aiuta notevolmente l'analisi di alcune classi di posizioni.

## Proverbi sul go
Esistono vari proverbi sul go che descrivono delle pratiche utili a ottenere vantaggi, ma non costituiscono in alcun caso regole assolute (a parte alcuni, legati soprattutto alle problematiche di gioco di vita e morte).

### Proverbi di carattere generale
- «Il mondo è una partita di go, le cui regole sono state inutilmente complicate» (proverbio cinese).
- «Le regole del go sono così eleganti, organiche e rigorosamente logiche che se esiste in qualche parte dell'universo una forma di vita intelligente, essa deve certamente saperci giocare» (Emanuel Lasker, campione di scacchi).
- «Una partita di go si svolge in tre tappe: il fuseki, la metà partita e l'abbandono.»
- «L'Atari è una malvagità.»
- «I muri hanno forse orecchie, ma non hanno sempre degli occhi.»
- «Prima di dire di avere messo la pietra in un punto sbagliato, verificate che un 9° dan non l'abbia mai giocata.»
- «Il go è un gioco di scambi: si fanno territori e si fanno scambi.»
- «Non si fanno territori sui muri contro cui l'avversario si spinge.»
- «Una giocata non è mai buona o cattiva – è il modo in cui ci si serve di quella pietra che è buono o cattivo.»
- «Una pietra non porta mai rancore – ma piange, quando si sabota il suo lavoro.» (Eio Sakata)
- «Il punto vitale del nemico è il mio punto vitale.»
- «Non ci sono punti al centro.»
- «Io non gioco per vincere, io gioco a go» Takeo Kajiwara, IX dan (citato da R. Rinaldi, "Sull'arte del go"; in Yasunari Kawabata "Il maestro di go"; SE srl Milano, 2001)

### Proverbi tecnici e strategici
- «A uno tsuke, si risponde con un hane.»
- «A un boshi, si risponde con un keima.»
- «A un keima, si risponde con un kosumi.»
- «L'angolo vuoto è una brutta cosa.»
- «Si va a caccia armati di keima.»
- «Un tobi non è mai male.»
- «L'hane porta spesso alla morte.»
- «Un ponnuki vale 30 punti.»
- «Un muro non serve a fare territorio.»
- «Si riduce un moyo con un colpo alle spalle.»
- «Se non si può fare il drago si fa la tigre.»
- «Un drago non può attaccare senza attraversare le nuvole.»
- «Con un avversario che fa sia il drago che la tigre, resta uomo.»
- «Non bisogna avere paura di morire.»
- «Un boshi non si pinza in nessun modo.»
- «Chi non rispetta l'equilibrio ne paga le conseguenze.»

### I 10 comandamenti del go (Hideo Otake, 9º dan)
1. «La gola non porta alla vittoria.»
2. «Si penetra la sfera avversaria gentilmente e semplicemente.»
3. «Se attacchi il tuo avversario, presta attenzione alle tue spalle.»
4. «Abbandona il bottino facile, e combatti per l'iniziativa.»
5. «Lascia che il piccolo cada, concentrati sul grosso.»
6. «Se sei in pericolo, abbandona qualcosa.»
7. «Sii prudente, non vagare a casaccio qua e là sul goban.»
8. «Se necessario, rendi colpo per colpo.»
9. «Se il tuo avversario è forte, proteggiti.»
10. «Se il tuo gruppo è isolato al centro di un'influenza avversa, scegli la via pacifica.»

## In altri media
È rimasta celebre la cosiddetta partita della bomba atomica, che fu iniziata e portata a termine a Hiroshima proprio il giorno in cui sulla città fu sganciato l'ordigno atomico.

### Letteratura
- Nel romanzo Il ritorno delle gru scritto da Trevanian il personaggio principale è un killer professionista. Occidentale, allevato in Giappone durante la seconda guerra mondiale, la sua formazione avviene sotto la guida di un maestro di go. Tutta la trama del libro è riconducibile alle fasi di una partita di go.
- Il romanzo Il maestro di go di Kawabata Yasunari, racconta della transizione del Giappone all'età moderna attraverso una sfida di go che si svolse realmente nel 1938 tra il vecchio maestro e un giovane sfidante, bandiera della nouvelle vague del gioco.
- Nel romanzo, La giocatrice di Go di Shan Sa, un ufficiale giapponese conosce e si innamora di una giovane cinese attraverso il gioco. L'azione si svolge in Manciuria nel 1936-1937, durante l'invasione giapponese.
- Il manga Hikaru no Go ha come protagonista Hikaru Shindo, comune ragazzo giapponese, che grazie all'aiuto del fantasma di uno dei più grandi giocatori di go di sempre diventa un campione.
- Nel romanzo L'eleganza del riccio di Muriel Barbery (2006) la giovane protagonista Paloma Josse parla del gioco del go e della sua falsa affinità con il gioco degli scacchi.
- Nel romanzo I mille autunni di Jacob de Zoet di David Mitchell (2010) un'interminabile partita di go tra il governatore di Nagasaki e il malvagio abate Enomoto ricorre lungo tutto il corso della narrazione, rivelando il carattere e le logiche mentali dei due personaggi.
- Nel romanzo Domitilla Wolf e la leggenda dell'hòuzi mao di Pierluigi Agnelli la protagonista come prova da superare deve vincere una partita al gioco del go.
- Nel romanzo[57] Cigni selvatici: tre figlie della Cina della scrittrice cinese Jung Chang viene citato il gioco del go.
- Nel romanzo Quando leggerai questa lettera di Vicente Gramaje il protagonista gioca una partita a go contro il suo amico Miguel.
- Nel romanzo Pericolo giallo di Fulvio Ervas viene a più riprese citato il go.
- Nel romanzo Io sono un gatto di Natsume Sōseki due personaggi, Meitei e Dokusen disputano una partita di go. In tale partita lo stile caotico di Meitei è contrapposto alla meticolosità di Dokusen.
- Nel romanzo La scimmia di pietra di Jeffery Deaver viene a più riprese citato il go.

### Cinema
- In una scena del film Mosse pericolose (La diagonale du fou), 1984, di Richard Dembo, il campione del mondo di scacchi Akiva Liebskind (Michel Piccoli) gioca una partita a go con Barabal (Benoît Régent), mentre scommettono sull'apertura che lo sfidante Pavius Fromm (Alexandre Arbatt) adotterà per la seconda partita del match per il campionato mondiale di scacchi.
- Una scena del film π - Il teorema del delirio (1998), di Darren Aronofsky, ha come soggetto una partita di go; il protagonista Max Cohen (Sean Gullette) si reca a parlare con il suo maestro Sol Robeson (Mark Margolis), il quale sta giocando a go.
- Una scena del film A Beautiful Mind (2001), di Ron Howard, ha come soggetto una partita di go; il protagonista John Nash (Russell Crowe) gioca contro il suo rivale Martin Hansen (Josh Lucas) e verrà battuto da quest'ultimo. John Nash alla fine se ne andrà affermando che Martin non doveva vincere, poiché il suo gioco era perfetto e aveva fatto la prima mossa.
- Nel film Hero (2002) Senza nome si scontra con Cielo il quale stava giocando a go in una sala da gioco.
- Il go appare anche in una scena del film After the Sunset (2004)
- Nel film The International (2009), nella sequenza centrale del film, il banchiere (figura negativa principale) durante una videoconferenza con i suoi più importanti collaboratori sta contemporaneamente giocando a go con il proprio giovane figlio e utilizzando il gioco come modello di vita trova la soluzione migliore alla propria situazione che appare senza via d'uscita.
- Nel film Il riccio (2009), di Mona Achache, monsieur Ozu gioca a go con la piccola protagonista Paloma.
- Nel film Tron: Legacy (2010) Flynn (Jeff Bridges) gioca nella sua dimora virtuale a go, e Quorra (Olivia Wilde) dice in proposito: «La sua pazienza spesso batte la mia strategia più aggressiva».
- L'ultima partita di go è un film del 2025 che tratta la storia vera di maestro e allievo che si sfidano per il titolo mondiale di go.

### Musica
Wang Fei 王菲 nel suo disco del 1994, 天空 Cielo, canta la canzone 棋子 Qizi, tradotta per il mercato internazionale come Chess. In realtà il titolo significa pedina (termine cinese generico sia per i pezzi degli scacchi sia per le pietre del go) e dal contesto della canzone, e dai termini tecnici impiegati, si può desumere che tratti del gioco del go. Wang Fei utilizza la metafora della pedina nella mano del giocatore come immagine dei suoi sentimenti in balia della volontà dell'amato.

### Televisione
- Il gioco del go è presente in alcuni episodi della seconda stagione della serie tv Billions, sia quando alcuni personaggi giocano una partita durante la pausa pranzo, sia come metafora della partita strategica tra l'ufficio del procuratore e il miliardario Bobby Axelrod.
- Durante la seconda parte della terza stagione di Teen Wolf è presente il gioco del go. In una puntata il protagonista Scott McCall e la coprotagonista Lydia Martin entrano nella mente del loro migliore amico Stiles Stilinski posseduto da un demone giapponese, il Nogitsune. Scoprono così che il demone sta controllando Stiles giocando contro di lui a go. Nell'ultimo episodio della stessa stagione il Nogitsune verrà sconfitto grazie ad una 'mossa divina',  ossia una mossa capace di ribaltare le sorti della partita.
- Nella seconda puntata della seconda serie di Humans è presente il gioco del go.
- Nella prima puntata della seconda stagione della Serie Diavoli, una scena viene ambientata durante una partita tra il campione del mondo e una intelligenza artificiale.
- Nella prima puntata della prima stagione di Criminal Minds, nella soffitta del presunto SI (Soggetto Ignoto) viene rinvenuta una scacchiera del go con una partita in corso.
- Nella serie tv coreana del 2022 The Glory trasmessa su Netflix il gioco del go è parte integrante della storia.
- Il gioco del go (baduk) è uno degli elementi fondamentali di sviluppo e confronto dei personaggi nella serie tv coreana di ambientazione storica Il re e la spia, (Titolo Originale: 세작, 매혹된 자들) trasmessa su Netflix nel 2024.